# 타호 (음식)
타호(타갈로그어: Taho)는 필리핀의 연두부 요리이다. 가장 흔한 길거리 음식 가운데 하나이며, 아침밥 대용으로도 먹는다.

## 이름과 역사
거슬러 올라가면 타호는 중국식 더우화에 그 기원을 둔다. 타갈로그어 "타호(taho)"의 어원은 중국어 "더우화(豆花)"의 민난어식 발음인 "따우후에(tāu-hoe)"이다. 

## 만들기
따뜻한 연두부에 시럽을 붓고 사고 펄을 올려 낸다.

## 같이 보기
- 두부